# Abu Rudeis
Abu Rudeis (in arabo كفر الزيات‎?) è una città nel Governatorato del Sinai del Sud in Egitto.